# Troglohyphantes sciakyi
Troglohyphantes sciakyi är en spindelart som beskrevs av Carlo Pesarini 1989. Troglohyphantes sciakyi ingår i släktet Troglohyphantes och familjen täckvävarspindlar.
Artens utbredningsområde är Italien. Inga underarter finns listade i Catalogue of Life.